# 趙錦花
趙錦花(チョ・グムファ、朝鮮語:조금화)は、朝鮮民主主義人民共和国の歌手であり、ポチョンボ軽音楽団に所属している。

## 略歴
ピョンヤン音楽舞踊大学卒業の頃から、新しいアルト歌手として注目されていたという。
彼女の民謡は、味わい深い独特のトーンであると評されている。また、ギターを弾くことができる。

## 主な楽曲
- 「まだ言えないわ」《아직은 말못해》
- 「社会主義を守ろう」《사회주의 지키세》
- 「焚き火」　　　　　《우등불》